# Нефтяной источник Ярык-Су
Нефтяной источник Ярык-Су — памятник природы, расположенный в Ножай-Юртовском районе Чечни в долине реки Ярыксу на её левом берегу в 100 метрах выше зоны контакта нижнемайкопских глин и верхнемеловых известняков. Нефть выходит на поверхность из трещин в известняке. Имеет чёрный цвет с зеленоватым оттенком. Ярык-Су является единственным естественным источником нефти из известняков верхнего мела в Чечне и прилегающих республиках.
С 2006 года имеет статус особо охраняемой природной территории республиканского значения.